# Niels Bohr - Verdens bedste menneske
|  | Denne artikel er oprettet af botten Steenthbot ud fra en ekstern database. Den kan derfor have sproglige fejl eller mangler. Denne skabelon kan fjernes efter kontrol af indholdet. |

Niels Bohr - Verdens bedste menneske er en dansk dokumentarfilm fra 2023 instrueret af Anna von Lowzow og Marie Breyen.

## Handling
Den danske film 'Niels Bohr: Verdens bedste menneske' er en dokumentar om den verdenskendte danske fysiker Niels Bohr. Den tegner et portræt af en mand, der i det 20. århundrede nok fik sat det største aftryk på verdensplan.